# Ferdinand Christoph Schütz von Holzhausen
Ferdinand Christoph Carl Raphael Freiherr Schütz von Holzhausen (* 24. Oktober 1773 in Camberg; † 22. Januar 1847 ebenda) war Domherr und nassauischer Landtagsabgeordneter.
Schütz von Holzhausen war der Sohn des Amtmanns Benedikt Schütz von Holzhausen und dessen Ehefrau Anna Lioba Freiin von Hohenfeld. Schütz von Holzhausen, der katholischer Konfession war, wurde Domherr in Speyer.
1818 bis 1824 war er gewähltes Mitglied der Herrenbank der Landstände des Herzogtums Nassau. 1831 wurde er vom Herzog im Rahmen des Pairsschubs zum lebenslangen Mitglied der ersten Kammer ernannt und gehörte dieser daher formal bis zu seinem Tode an. Er nahm jedoch nur 1831 bis 1840 und 1842 an der Beratungen der Kammer teil.